# Tre Flowers
Trequille Flowers (Converse, Texas, 2 de junio de 1995) más conocido como Tre Flowers, es un jugador profesional estadounidense de fútbol americano que se desempeña en la posición de cornerback en Atlanta Falcons, equipo de la National Football League (NFL).

## Carrera
Fue seleccionado en la quinta ronda en la Reunión Anual de Selección de Jugadores de la NFL de 2018. Hizo su debut profesional con el equipo Seattle Seahawks, en el cual jugó cuatro temporadas (2018-2021), después pasó a Cincinnati Bengals (2021-2023), luego a Atlanta Falcons, donde lleva jugando una temporada.